# Somerset House

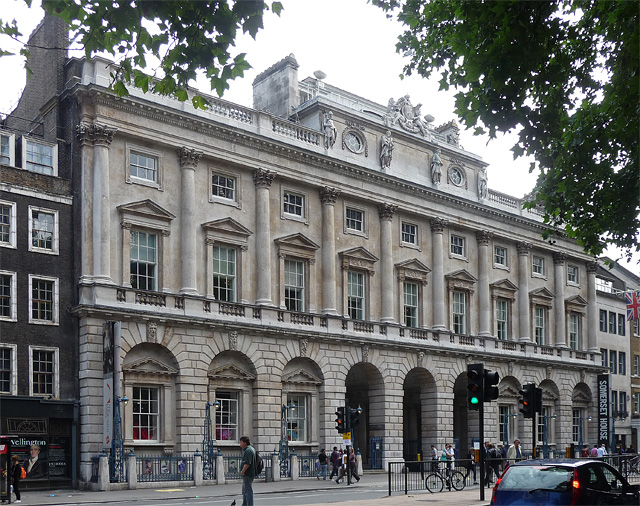
Straßenfront des Somerset House von The Strand aus gesehen (2011)

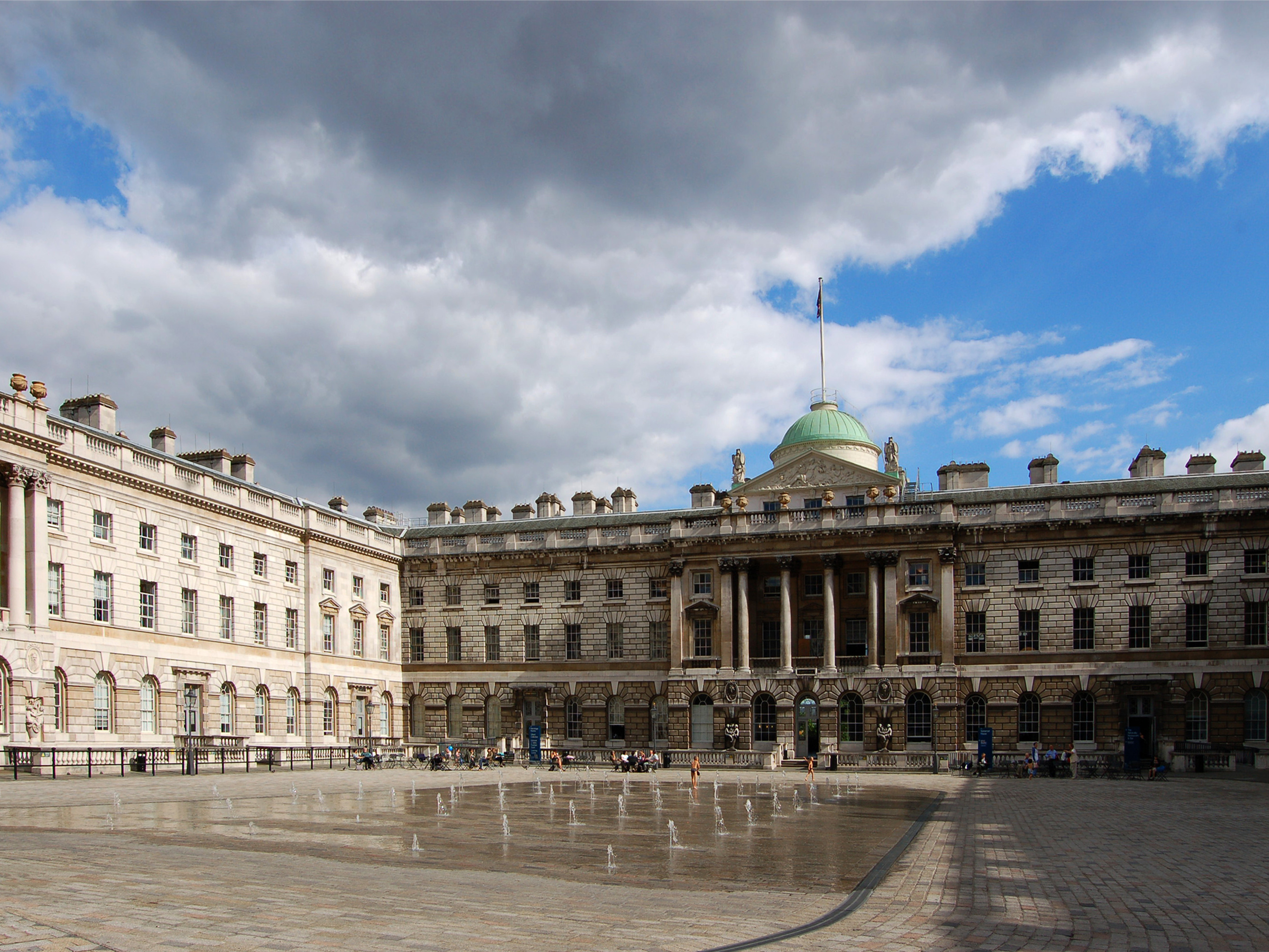
Der zentrale Innenhof von Somerset House. Die Fontänen wurden in den 1990er Jahren installiert.

Somerset House um 1910

Somerset House ist ein großes Gebäude, das sich auf der südlichen Seite von The Strand im Zentrum Londons befindet. Es überblickt die Themse in unmittelbarer Nähe zur Waterloo Bridge. Der zentrale Teil des klassizistischen Gebäudes, ein Projekt des Architekten Sir William Chambers, wurde 1776 und 1796 errichtet. Später wurde es um nördliche und südliche Flügel im viktorianischen Stil erweitert. Ein Gebäude gleichen Namens wurde bereits an gleicher Stelle zwei Jahrhunderte vorher gebaut. Der Ostflügel des Gebäudes ist Teil des King’s College London.

## Geschichte

### 16. Jahrhundert
Im 16. Jahrhundert war das Nordufer der Themse zwischen London und Westminster bevorzugter Standort für Residenzen des Adels. 1539 erhielt Edward Seymour, 1. Duke of Somerset, Earl of Hertford, Grundstücke am Chester Place, neben dem Temple Bar, in London von  Heinrich VIII. Als sein Nachfolger Eduard VI. 1547 den Thron erbte, wurde Seymour zum Herzog von  Somerset und zum Lordprotektor ernannt. 1549 ließ er dort mehrere Häuser abreißen, um sich eine imposante Residenz zu errichten. Dabei nahm er wenig Rücksicht auf angrenzende Gebäude, insbesondere einige Klostergebäude der St.Paul’s Kathedrale, die auf Geheiß Seymours und anderer protestantischer Adliger im Zuge der Auflösung der englischen Klöster beseitigt wurden. Das neue Gebäude war zweistöckig mit einem dreistöckigen Torturm und umschloss einen viereckigen Innenhof. Es war eines der ersten Beispiele der englischen Architektur der Renaissance. Der Architekt des Gebäudes ist unbekannt.
Bevor es fertiggestellt werden konnte, hatte Seymour sich bereits viele Feinde im  Kronrat geschaffen, so dass er den Machtkampf verlor und 1552 im Tower hingerichtet wurde. „Somerset Place“, wie es nun genannt wurde, kam in königlichen Besitz und diente Prinzessin Elizabeth bis zu ihrer Krönung 1558 für einige Jahre als Wohnsitz. Es galt nun offiziell als königlicher Palast. Es dauerte noch lange, bis das Gebäude endgültig fertiggestellt wurde. Noch im Jahr 1598 verzeichnet der Historiker John Stow das Gebäude als „noch nicht fertiggestellt“.

### 17. Jahrhundert

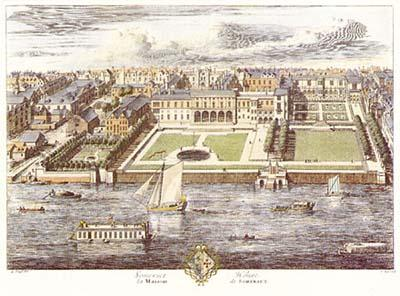
Old Somerset House, Stich von Jan Kip veröffentlicht 1722, ein weitläufiger unzusammenhängender Gebäudekomplex mit Seitenflügeln aus verschiedenen Bauperioden und Architekturstilen. Die Teile hinter den viereckigen Gärten gehören zu Somerset House.

Im 17. Jahrhundert residierten dort die Ehefrauen der Könige Jacob I., Karl I. und Karl II.
Anna, Frau Jakobs I., gab der Residenz den Namen „Denmark House“. Sie gab einige teure Anbauten und Verbesserungen in Auftrag. Einige Aufträge erhielt dabei der Architekt Inigo Jones. Zwischen 1630 und 1635 errichtete er eine Kapelle, in der Henrietta Maria von Frankreich, die Frau Karl I., ihre katholische Religion ausüben konnte. Die Kapelle wurde vom Kapuzinerorden betreut und lag an der Südwestecke des großen Innenhofs. Neben der Kapelle befand sich ein kleiner Friedhof. Einige der Grabsteine kann man heute noch sehen, da sie später in die Hauswände eingearbeitet wurden.
Der Aufenthalt königlicher Bewohner wurde zunächst durch den Englischen Bürgerkrieg unterbrochen. 1649 entschied das Parlament, das Gebäude zu verkaufen, es fand sich jedoch kein Käufer. Allerdings brachte der Verkauf des Interieurs die stattliche Summe von damals 118.000 englischen Pfund. Das Gebäude wurde weiter genutzt. Ein Teil diente als Armeehauptquartier für General Fairfax, dem Oberbefehlshaber der Parlamentsarmee; andere Bereiche dienten verschiedenen Adligen als Unterkunft. 1658 wurde Oliver Cromwells Leichnam im Somerset House aufgebahrt.
Zwei Jahre später, während der Stuart-Restauration, kehrte Henrietta Maria zurück und begann 1661 mit einem aufwändigen Renovierungsprogramm. Mittelpunkt war eine neue großzügige Hausfront zur Themse nach alten Plänen des im Somerset House 1652 verstorbenen Inigo Jones. Sie kehrte noch vor der Fertigstellung 1665 nach Frankreich zurück.
Anschließend wohnte dort gelegentlich Katharina von Braganza, die Ehefrau von König Karl II. Während dieser Zeit erlangte der Palast eine gewisse öffentliche Bekanntheit als Keimzelle für katholische Verschwörungen. Der englische Geistliche Titus Oates nutzte dieses Vorurteil und benutzte es für seine erfundene Papisten-Verschwörung. Weiter wurde behauptet, der Mord an Sir Edmund Berry Godfrey, eines der bekanntesten ungeklärten Verbrechen der damaligen Zeit, habe in Somerset House stattgefunden. Die Leiche sei danach aus dem Haus geschmuggelt und in einem Graben bei Primrose Hill abgelegt worden.
1685 wurde Somerset House von Sir Christopher Wren renoviert. Nach der Glorious Revolution 1688 begann für die Residenz eine Zeit des Niedergangs, und sie wurde als Unterkunft für Mitglieder des königlichen Hofstaats genutzt. Dies bedeutete damals, dass kaum Geld in die Gebäudeunterhaltung gesteckt wurde und der Zerfall begann.
Während des 18. Jahrhunderts verschwanden dann auch diese Bewohner, und obwohl die imposante Themsefassade sogar zweimal von Canaletto während seiner Englandaufenthalte gemalt wurde, verfiel es zusehends. Es wurde als Lagerhaus, Unterkunft für ausländische Würdenträger und als Kaserne genutzt. Schließlich war es so verfallen, dass es 1775 abgerissen wurde.

### Sir William Chambers Somerset House

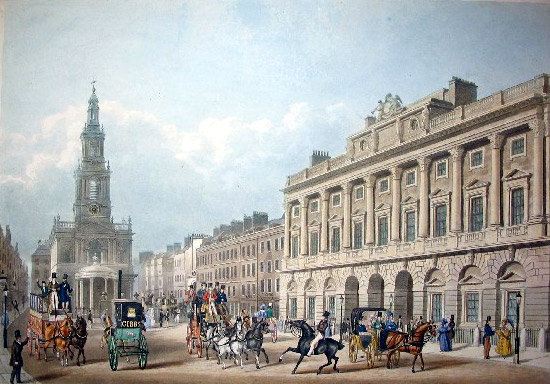
The Strand Fassade von Chambers’ Somerset House und die Kirche von St Mary le Strand, im Jahre 1836

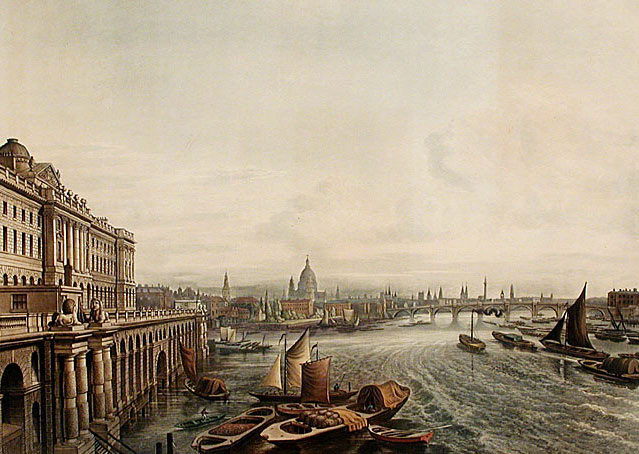
Somerset House im Jahre 1817, auffallend, dass die Themse direkt am Gebäude vorbeifloss.

In der Mitte des 18. Jahrhunderts wurde Londons Mangel an repräsentativen öffentlichen Gebäuden kritisiert. Ministerien und wissenschaftliche Gesellschaften waren in einer Vielzahl von kleinen Gebäuden über die Stadt verteilt. Gegenüber anderen europäischen Metropolen fühlte man sich nicht genügend repräsentativ ausgestattet. Der Politiker Edmund Burke war der führende Befürworter eines nationalen Bauprogramms, und so verabschiedete das Parlament 1775 ein Gesetz zur „Errichtung und Entwicklung öffentlicher Ämter im Somerset House und Befestigung von Teilen der Themse an den Grenzen des Savoy Hotels“.
Sir William Chambers wurde für £ 2.000 pro Jahr beauftragt, das neue Somerset House zu planen und zu bauen. Ab 1775 war er die letzten zwei Jahrzehnte seines Lebens mit dem Bau beschäftigt. Auch Thomas Telford, damals noch Steinmetz, später ein bekannter Bauingenieur, arbeitete am Somerset House ebenso wie der Architekt Thomas Hardwick, der seine Lehrjahre dort verbrachte. Später schrieb Hardwick eine Kurzbiografie über William Chambers. 1780 war die Straßenfassade zum Strand fertig. Das Design beruhte auf den alten Plänen von Inigo Jones für die Flussfassade des alten Somerset House.
Es ist nicht genau bekannt, wie lange die Bauarbeiten dauerten, aber durch den Krieg mit Frankreich kam es zu finanziellen Engpässen und Bauverzögerungen. Als Chambers 1796 starb, vollendete James Wyatt das Gebäude. Es ist bekannt, dass 1801 noch gebaut wurde, und es gibt Hinweise, dass noch 1819 Verschönerungsarbeiten durchzuführen waren. Das Gebäude (ohne den „New Wing“ und das King’s College London hinter dem West- und Ostflügel) hat damals etwa £500.000 gekostet.
Solange das Ufer der Themse noch nicht befestigt war, konnten kleinere Boote durch drei große Bogentore direkt im Gebäude anlegen.

### 19. Jahrhundert
So großartig das Gebäude aussah, war es nicht so, wie Chambers es eigentlich geplant hatte. Er wollte zwei zusätzliche Gebäudeflügel westlich und östlich des Innenhofs bauen. Die Kosten hatten dies verhindert. Schließlich wurde 1829 bis 1834 östlich das King’s College London gebaut. Die Grundstücke wurden mit der Auflage verkauft, sich im Aussehen und Stil an Chambers’ Pläne anzunähern. Da in der Stadt Grundstücke rar waren, wurde auch der westliche Teil mit Häusern bebaut, in denen Mitglieder der Admiralität wohnen sollten, die im Südflügel arbeiteten. Zwischen 1851 und 1856 wurden diese Häuser aber wieder abgerissen und ein weiterer Gebäudeflügel erbaut. Noch heute wird dieser Teil als „New Wing“ bezeichnet.
Das Gebäude beheimatete verschiedene wissenschaftliche Gesellschaften, einschließlich der Royal Academy of Arts, deren Gründung William Chambers vorangetrieben hatte, und weiterhin die Royal Society und die Society of Antiquaries. Die Londoner Universität belegte ebenfalls einige Räume.

### 20. Jahrhundert bis heute

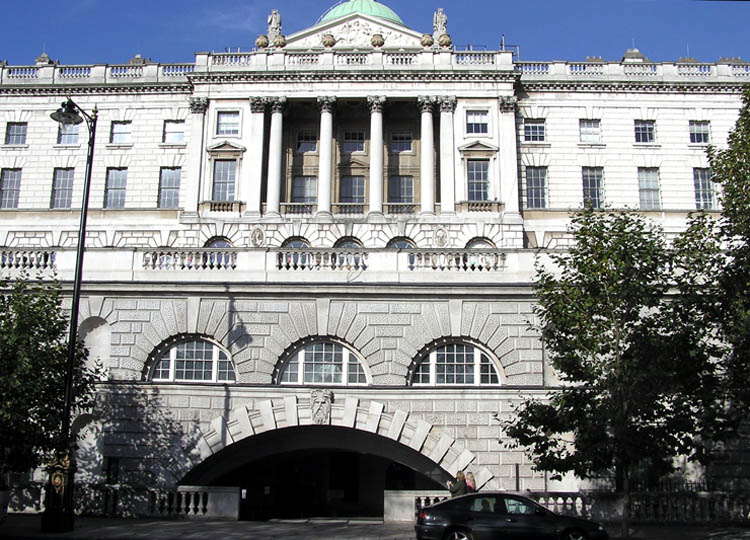
Somerset House vom Victoria Embankment aus gesehen (2004)

Während des Zweiten Weltkriegs wurde auch Somerset House beschädigt. Neben kleineren Fassadenschäden durch nahe gelegene Explosionen wurden 16 Räume in Südflügel und das Treppenhaus der Rotunde (die Nelson Stairs) komplett zerstört. Weiterhin wurden 27 Räume des Westflügels durch einen direkten Bombentreffer im Oktober 1940 beschädigt. Bis Ende Mai 1941 kam es noch zu geringen Schäden an den Fenstern und den Balustraden.
Erst 1950 wurde der Schaden am Südflügel repariert, da die Steinmetzarbeiten schwierig waren und Fachleute nach dem Krieg schwierig zu bekommen waren.
Der Architekt Sir Albert Richardson wurde mit der Rekonstruktion beauftragt, die 1952 für (damals) 84.000 £ beendet wurden.
2019 wurde Somerset House von rund 2,84 Millionen Personen besucht. 2024 betrug die Besucherzahl etwa 3,07 Millionen Personen.

## Nutzung als Regierungsgebäude
Zu den ersten Regierungsbehörden, die in Somerset House einzogen, gehörte die Admiralität, was zu der Legende führte, dass Horatio Nelson dort zeitweise gearbeitet habe. Dafür gibt es aber keine Belege, obwohl sein älterer Bruder Maurice dort beschäftigt war. Es gibt aber immer noch einen „Nelsonraum“ mit einer Kopie von Nelsons Testament an der Wand.
Im Verlauf der nächsten Jahrhunderte wechselten verschiedene öffentliche Behörden wie Einwohnermeldeamt, Archive, Labore (Siehe LGC Ltd) und insbesondere Steuerbehörden. Diese belegten bis in die 1970er Jahre einen Großteil von Somerset House. 2004 wurde überlegt, ob der damals gegründete Oberste Gerichtshof Großbritanniens in den New Wing einziehen sollte. Man entschied sich aber dagegen.

## Ein Haus für Kunst und Bildung

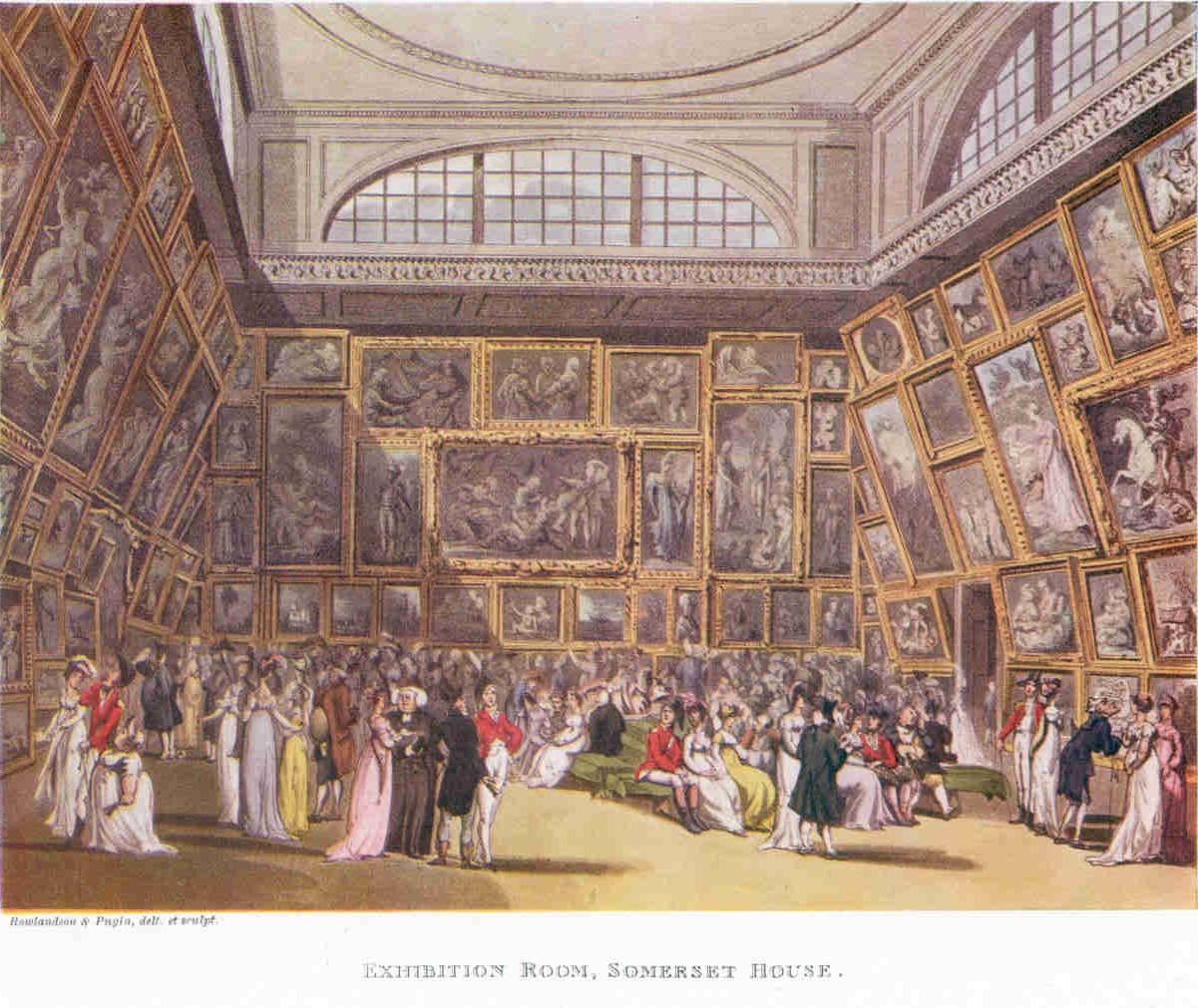
Der Exhibition Room im Somerset House von Thomas Rowlandson und Augustus Charles Pugin (1800). Dieser Raum ist jetzt Teil der Courtauld Gallery.

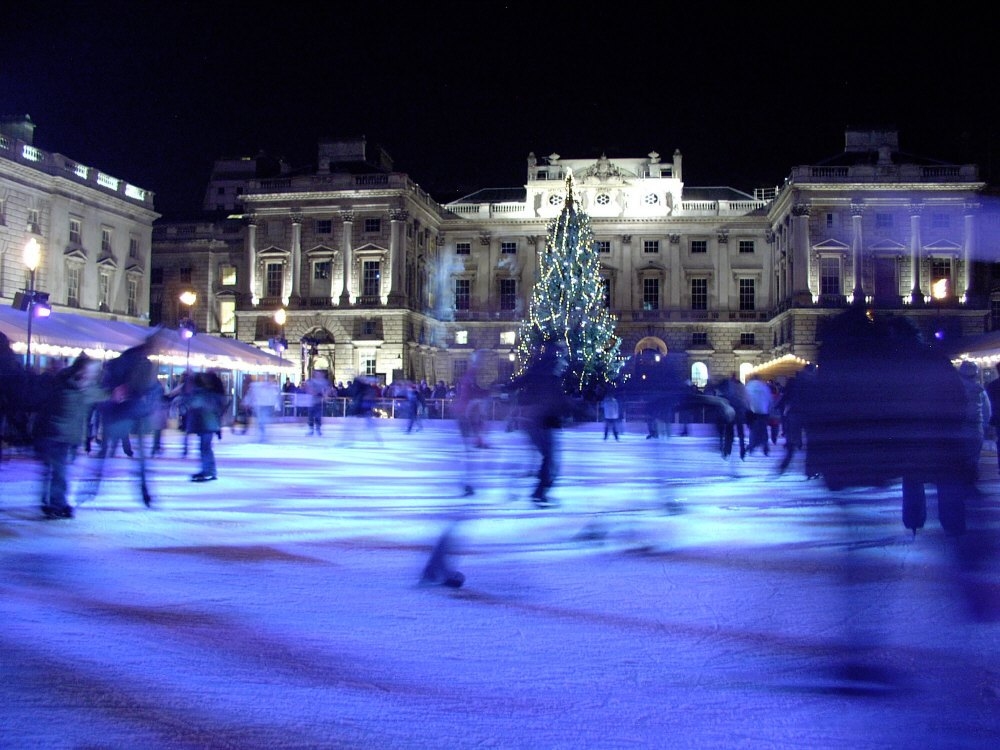
Die Eislauffläche im Innenhof zu Weihnachten 2004

Gegen Ende des 20. Jahrhunderts entwickelte sich Somerset House zu einem Zentrum der bildenden Kunst. Das Courtauld Institute of Art, einschließlich der Courtauld Gallery, die eine wichtige Gemäldesammlung Alter Meister und Impressionisten besitzt, hat hier ihren Sitz. Der Innenhof wurde als Parkplatz für Regierungsangestellte benutzt, und die Flussterrasse wurde für die Öffentlichkeit geöffnet. Im Gebäudeteil mit Ausblick auf die Themse befindet sich ein Besucherzentrum mit audiovisueller Ausstellung über die Gebäudegeschichte. Dort findet man auch die offizielle Staatsbarke des Bürgermeisters sowie einen Souvenirladen und ein Café.
Die  Gilbert Collection mit ihrer Kunstgewerbesammlung und die Eremitage-Räume, in denen Leihgaben der Eremitage in St. Petersburg gezeigt wurden, fand man ebenfalls dort. Die letzte Eremitage-Ausstellung fand 2007 statt: Die Gilbert Collection schloss 2008, die Sammlung zog 2009 ins Victoria and Albert Museum um. Die Ausstellungsräume von Somerset House werden heute für Wechselausstellungen genutzt.
Im Winter wird der Innenhof zu einer Eislauffläche umgebaut, während dort im Sommer Fontänen betrieben werden. Auch Konzerte werden dort abgehalten.

## Filmkulisse
Somerset House wird gelegentlich als Kulisse für Film und Fernsehen benutzt. Neben Silvestershows wurde dort unter anderem eine Folge der Fernsehserie Spooks gedreht und Somerset House dabei zum Buckingham Palace umgebaut.
2008 war Somerset House  einer der Schauplätze des Filmdramas Die Herzogin mit Keira Knightley und Ralph Fiennes. Ebenfalls 2008 wurden dort Szenen des Guy-Ritchie-Streifens Sherlock Holmes (2009) mit Jude Law und Robert Downey Jr. gedreht und im selben Jahr für den Liebesfilm Liebe auf den zweiten Blick mit Dustin Hoffman und Emma Thompson. Im Frühjahr 2015 fanden dort Dreharbeiten für den Actionfilm London Has Fallen (2016) statt.